# Gerbilliscus boehmi
Gerbilliscus boehmi é uma espécie de roedor da família Muridae.
Pode ser encontrada nos seguintes países: Angola, Burundi, República Democrática do Congo, Quénia, Malawi, Moçambique, Ruanda, Tanzânia, Uganda e Zâmbia.
Os seus habitats naturais são: savanas áridas, savanas húmidas e terras aráveis.